# Rózsa István (szerkesztő)
Rózsa István (Budapest, Erzsébetváros, 1916. december 10. – Budapest, 1968. december 30.) kiadói szerkesztő, műfordító, lektor.

## Élete
Rózsa (Rosenberg) József (1884–?) ügynök és Weisz Friderika (1892–1978) gyermekeként született zsidó családban. Fiatalkorában szülei elváltak és édesanyja Verebélyi (Vilner) Ferenc középiskolai tanár felesége lett. Tanulmányait a Pázmány Péter Tudományegyetem Jog- és Államtudományi Karán végezte, ahol 1942-ben államtudományi doktorátust szerzett. 1935-től a Wolfner Bőrgyárban dolgozott tisztviselőként. 1942-ben munkaszolgálatosként szovjet hadifogságba esett. 1947 és 1949 között a Lignimpex Külkereskedelmi Vállalat államközi osztályán dolgozott. 1952-től a Szikra Kiadó, illetve jogutódja, a Kossuth Kiadó nemzetközi szerkesztőségében működött felelős szerkesztőként. Részt vett Lenin műveinek fordításában és sajtó alá rendezésében.
Házastársa Bogosich Mária volt, akivel 1949-ben Budapesten kötött házasságot.
A Kozma utcai izraelita temetőben nyugszik (4-42-10).

## Műfordítása
- Rosa Luxemburg: Válogatott beszédek és írások című műve (Budapest, 1958)